# Sherman Chauncey Bishop
Sherman Chauncey Bishop, (abreujat Bishop), va ser un herpetòleg i aracnòleg nord-americà, nascut el 18 de novembre de 1887 a Sloatsburg ( NY ) i mort el 28 de maig de 1951, a Rochester (Nova York).
Fou estudiant de la Universitat de Cornell a partir del 1909. Interessat en l'entomologia i l'herpetologia per la influència del mestre Albert Hazen Wright (1820-1970). L'any 1912, va participar en una expedició dirigida per Wright al pantà d'Okefenokee, situat a la frontera entre Geòrgia i l'estat de Florida. Després de la seva graduació el 1915, Bishop va treballar per al Departament d'Estat en la conservació de l'entomologia, com a primer treball abans d'obtenir una posició com a zoòleg al New York State Museum, a Albany.
Quan va esclatar la Primera Guerra Mundial es va allistar a l'Armada l'any 1917. Després de la guerra va tornar al museu d'Albany i es va doctorar l'any 1925. El 1928 se'n va anar a la Universitat de Rochester, on es va convertir en professor de zoologia de vertebrats l'any 1933.
Bishop és autor de nombroses publicacions sobre els aràcnids i amfibis (especialment les salamandres, de les quals va descobrir catorze noves espècies). Tenia una gran influència sobre els seus alumnes Arnold Grobman Brams (1918-) i Joseph Anton Tihen (1918-).
va escriure nombrosos articles amb Cyrus Richard Crosby.

## Algunes publicacions

### Eponímia
- sherman c. Bishop. 1949. The Phalangida (Opiliones) of New York: with special reference to the species of the Edmund Niles Huyck Preserve, Rensselaerville, New York. Proc. Rochester Academy of Sci. 9 (3): 77 pp. Editor The Academy

- ----------------------------. 1943. Handbook of Salamanders: Salamanders of the United States, Canadà, and of Lower California . Vol. 3 de Comstock Classic Handbooks. Edició reimpresa, il·lustrada de Cornell Univ. Press, 555 pp. ISBN 0801482135 en línia

- ----------------------------. 1926. Notes on els hàbits i el desenvolupament de la Mudpuppy, Necturus Maqulesus ( Rafinesque ) . 60 pp.

- ----------------------------. 1924. A Revision of the Pisauridae of the United States . Bull. of the New York State Museum 252. 140 pp.

## Abreviatura
L'abreviatura Bishop es fa servir per indicar  Sherman Chauncey Bishop com autoritat en la descripció i taxonomia dins la zoologia.